# رولز رويس غوست
رولز رويس غوست هي سيارة صالون فاخرة من الصانع البريطاني رولز رويس. تملك السيارة محرك فئة في 12 مؤلف من 12 اسطوانة على شكل حرف في سعة 6,6 ليترات، تصل طاقته القصوى إلى 570 حصاناً. يمكن التسارع من صفر إلى مئة كلم/س. في خلال 4,9 ثوان، مع توفر 80% من طاقة عظم الدوران اعتباراً من سرعات دوران منخفضة وتصل سرعته القصوى إلى 250 كلم/س. يبلغ طول السيارة 155 سم وعرضها 194 سم وارتفاعها 1550 مم. يبدأ سعر السيارة من 255,000 دولار أمريكي.